# Palazzo Ghisilardi-Fava

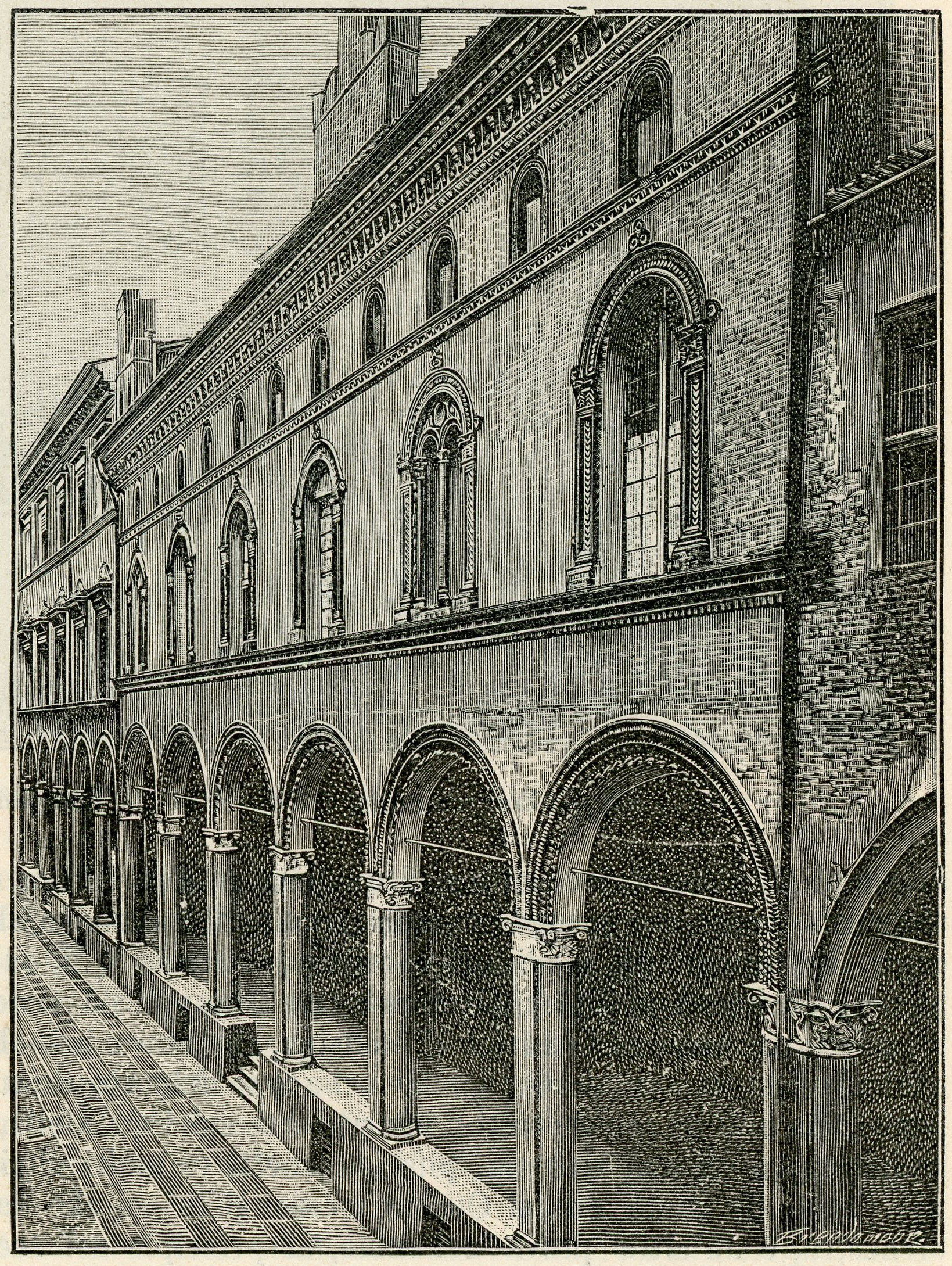
Außenfassade des Palazzo Ghisilardi-Fava (Xylographie aus dem Jahr 1900)

Der Palazzo Ghisilardi-Fava ist ein Palast in der Innenstadt von Bologna in der italienischen Region Emilia-Romagna. Der Palast in der Via Alessandro Manzoni 4 ist eines der bekanntesten Beispiele für die Bologneser Renaissance und beherbergt heute das Museo Civico Medievale (dt.: mittelalterliches Stadtmuseum) von Bologna.

## Geschichte
Das zwischen 1484 und 1491 errichtete Gebäude stellt ein typisches Beispiel für die Architektur der Zeit der Familie Bentivoglio dar. Bartolomeo Ghisilardi erteilte den Auftrag zum Bau und die Maurerarbeiten wurden von Zilio Montanari ausgeführt.
Der Palast wurde auf den Resten eines früheren, mittelalterlichen Wohnhauses errichtet, das Alberto Conoscenti gehörte. Im Kellergeschoss des Palastes hat man Reste aus römischer Zeit gefunden (darunter eine Straße aus Marmor), wogegen in seinem Inneren überall Mauern aus groben Selenitblöcken sichtbar sind, die der kaiserlichen Burg zugeordnet werden, die an der Nordostecke der hochmittelalterlichen Stadtmauer lag.
1546 kaufte die Familie Fava, der auch der benachbarte Palazzo Fava-Ghisilieri und der Palazzo Fava Conoscenti gehörte, das Gebäude.
1915 wurden auf Betreiben des Comitato per Bologna Storica e Artistica einige Restaurierungsarbeiten an dem Gebäude durchgeführt. Bei diesen Arbeiten wurden die Öffnungen der Fenster an der Fassade in Anlehnung an das zweite Fenster entfernt, damals das einzige, das sich in einwandfreiem Zustand befand.
In der Zeit des Faschismus beherbergte der Palast mit dem Casa del Fascio die bologneser Parteizentrale des Partito Nazionale Fascista, eine der ersten in Italien, vorwiegend auf Betreiben der Parteigröße Leandro Arpinati, der die Realisierung durch Finanzierungsgesuche an die Eigentümer der wichtigsten Industrie- und Handelsunternehmen in Bologna förderte. Die Parteizentrale, die am 28. Oktober 1923, dem ersten Jahrestag des Marsches auf Rom in Gegenwart von Benito Mussolini eingeweiht wurde, diente mehr als zwanzig Jahre lang den grundsätzlichen Organisationsaktivitäten der faschistischen Partei in Stadt und Provinz, darunter auch den Kursen für politische Kultur der faschistischen Universität. Außerdem fanden dort ein Café mit drei Billardräumen, ein Restaurant und ein Tageshotel Platz, darüber hinaus Telefon- und Telegrapheneinrichtungen und eine Bibliothek.
Im Herbst 1929 beschlossen Enzo Ferrari und seine Gefährten bei einem Galadiner in diesem Palast die Gründung der Scuderia Ferrari.
Seit 1985 ist in dem Gebäude das Museo Civico Medievale untergebracht.

## Torre dei Conoscenti
Hauptartikel: Torre dei Conoscenti

Im Hof des Palastes erhebt sich der Torre dei Conoscenti, ein Geschlechterturm aus dem 13. Jahrhundert. Er ist in das Gebäude integriert und zeigt die typischen Charakteristika eines Wohnturm, also einer Kombination aus Wohn- und Verteidigungsfunktion. Eine seiner Eigenheiten besteht darin, dass er der Zählung der Türme der Stadt, die Giovanni Gozzadini durchgeführt hat, entgangen ist. Er gehörte um das 14. Jahrhundert der Familie Conoscenti und im 16. Jahrhundert ging er in das Eigentum von Stefano Ghisilardi über. 1505 wurde er bei einem Erdbeben, das die Stadt traf, stark beschädigt.